# Mistrzostwa Ukrainy w piłce nożnej (2003/2004)
Mistrzostwa Ukrainy w piłce nożnej – sezon 2003/2004 – XIII Mistrzostwa Ukrainy, rozgrywane systemem jesień – wiosna, w których 16 zespołów Wyszczej Lihi walczyli o tytuł Mistrza Ukrainy. Persza Liha składała się z 18 zespołów. Druha Liha w grupie A liczyła 16 zespołów, w grupie B – 16 zespołów, a w grupie W – 16 zespołów.
- Mistrz Ukrainy: Dynamo Kijów
- Wicemistrz Ukrainy: Szachtar Donieck
- Zdobywca Pucharu Ukrainy: Szachtar Donieck
- Zdobywca Superpucharu Ukrainy: Dynamo Kijów
- start w eliminacjach Ligi Mistrzów: Dynamo Kijów, Szachtar Donieck
- start w Pucharze UEFA: Dnipro Dniepropietrowsk, Metałurh Donieck, Ilicziwiec Mariupol
- awans do Wyszczej Lihi: Zakarpattia Użhorod, Metalist Charków
- spadek z Wyszczej Lihi: Karpaty Lwów, Zirka Kirowohrad
- awans do Pierwszej Lihi:
- spadek z Pierwszej Lihi:
- awans do Druhiej Lihi:
- spadek z Druhiej Lihi:

- Premier-liha (2003/2004)
- II liga ukraińska w piłce nożnej (2003/2004)
- III liga ukraińska w piłce nożnej (2003/2004)